# Plioreocepta poeciloptera
Plioreocepta poeciloptera är en tvåvingeart som först beskrevs av Franz Paula von Schrank 1776.  Plioreocepta poeciloptera ingår i släktet Plioreocepta och familjen borrflugor. Arten är reproducerande i Sverige. Inga underarter finns listade i Catalogue of Life.

## Bildgalleri

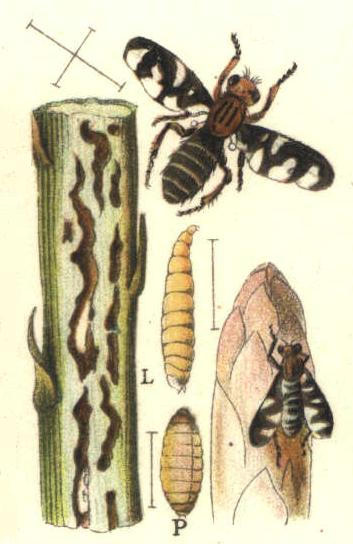